# Oreixenica flynni
Oreixenica flynni är en fjärilsart som beskrevs av Hardy 1916. Oreixenica flynni ingår i släktet Oreixenica och familjen praktfjärilar. Inga underarter finns listade i Catalogue of Life.